# 케블라

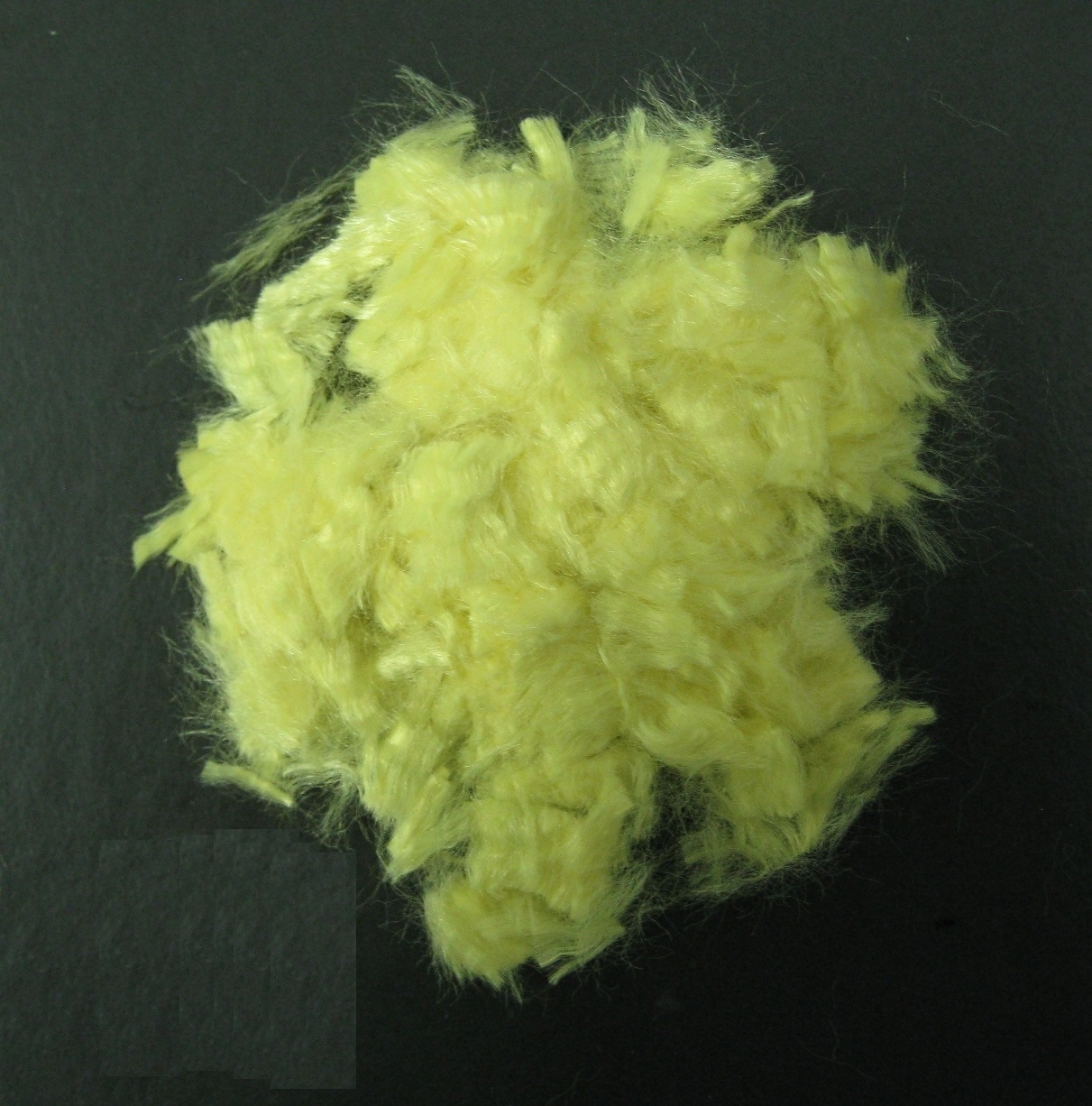
1973년 미국 듀퐁이 세계최초로 개발한 아라미드 합성섬유. 강철의 5배 강도로서, 현존하는 섬유 중 가장 강하다

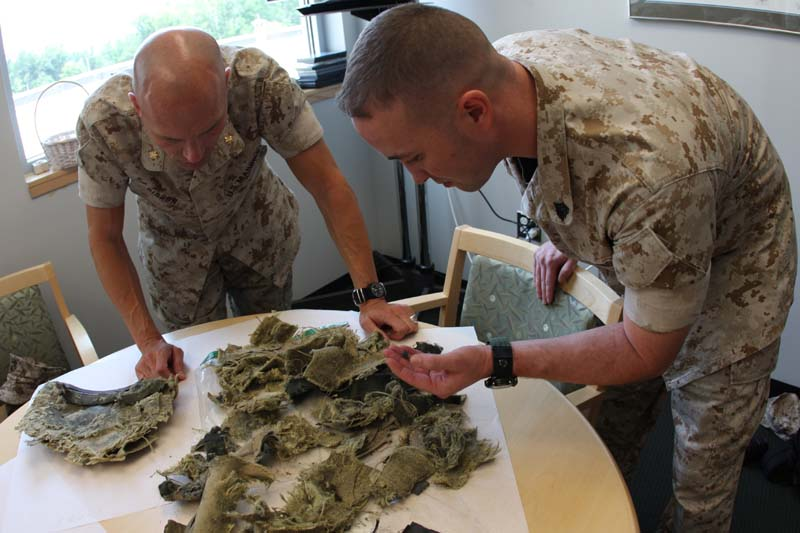
미국 해병대 상사가 2004년 이라크에서 사용된 케블라 방탄헬멧에 박힌 폭탄 파편을 수거중이다

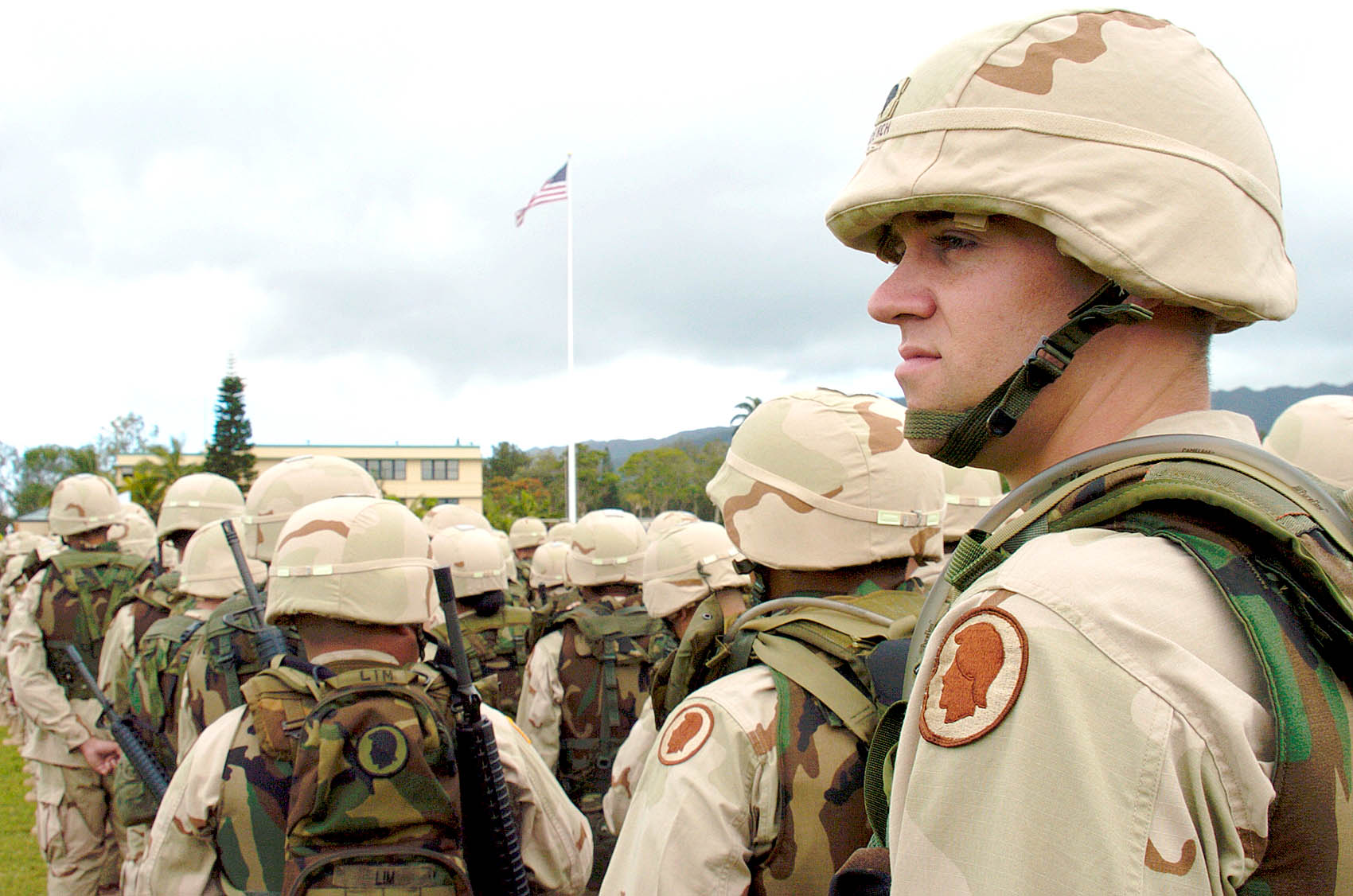
케블라 소재의 미국 PASGT 헬멧과 방탄조끼는 37개국에 수출되었다

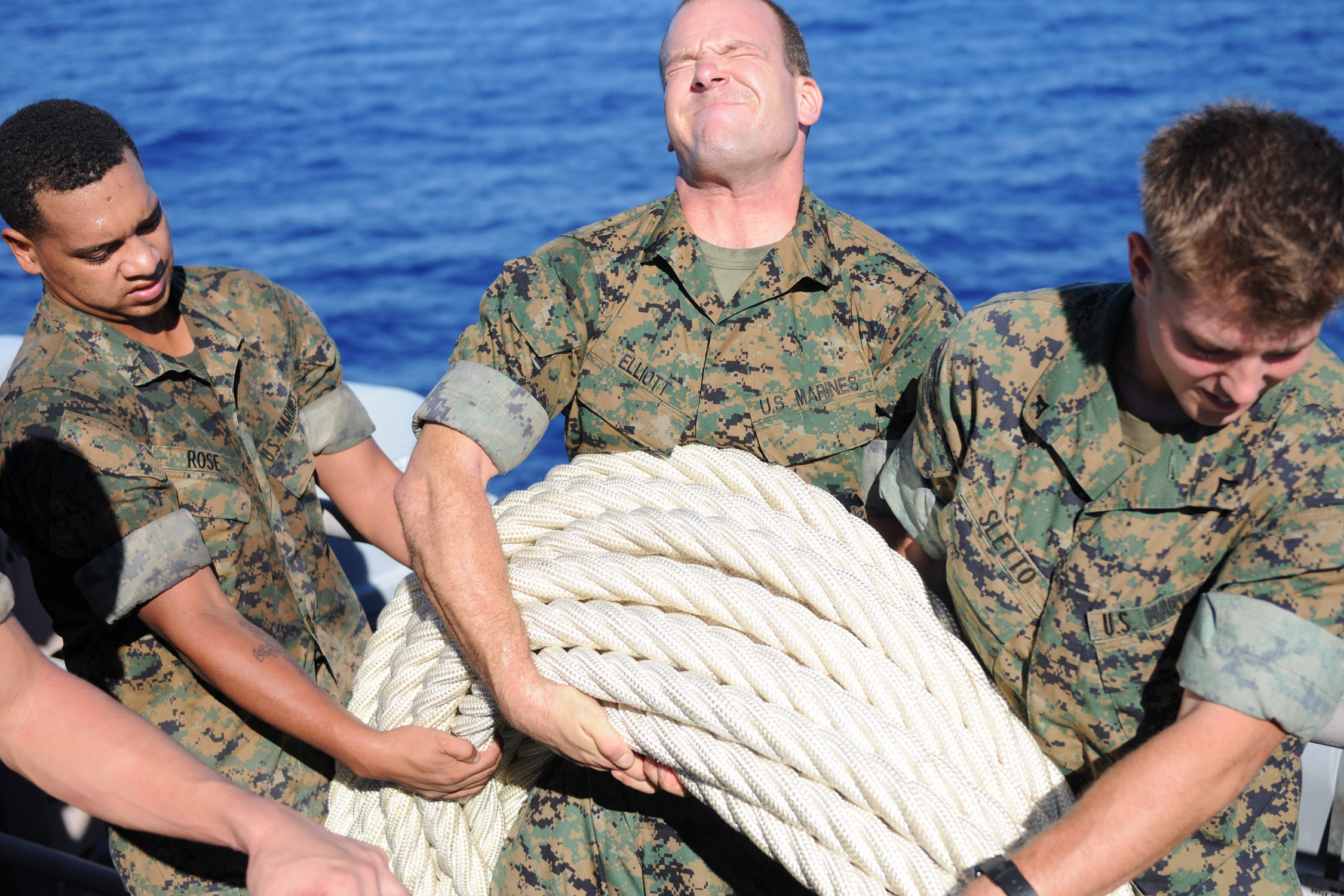
2010년 USS 에식스 (LHD-2) 강습상륙함에서 제31해병원정대 병사가 케블라 밧줄을 들고 있다

케블라(Kevlar)는 미국 듀퐁이 1973년에 아라미드 섬유의 상용화에 성공해 개발한 내열성 합성섬유이다.

## 역사
아라미드(Aramid)는 미국 듀폰(DuPont)의 케블라, 일본 테이진(帝人)의 트와론, 한국 코오롱의 헤라크론 등 소수의 기업만이 독점기술을 보유한 기술집약적 소재다. 아라미드는 같은 무게의 강철보다 5배나 강도가 높다. 현존하는 섬유 중 가장 강한 소재다. 섭씨 500도에도 연소되지 않는 뛰어난 내열성과 화학약품에 대해 내약품성을 지닌다.

## 대한민국
2005년 코오롱은 헤라크론이라는 이름의 아라미드 섬유 상용화에 성공했다. 2009년 2월 듀퐁은 코오롱이 자사의 전직 직원을 채용해 아라미드 관련 기술을 빼돌렸다며 미국 법원에 손해배상 소송을 제기했고, 2012년 3월에는 서울중앙지검에 고발했다.
2012년 8월 30일, 미국 버지니아주 리치먼드 지방법원 로버트 페인 판사는 "코오롱이 파라계 아라미드(para-aramid)로 만든 제품에 대한 글로벌 생산·판매·판촉 활동을 20년간 금지한다"고 판결했다. 1조원의 손해배상 판결이 선고되었다. 1조원 케블라 소송으로 매우 유명하다.
듀퐁은 24년간 자사에서 일했던 마이클 미첼이 2006년 퇴직한 후 자기 사업을 벌이면서 후에 코오롱과 케블라 정보를 공유했다고 주장한다.
2015년 5월 1일, 코오롱인더스트리는 미국 화학기업 듀폰(DuPont)과 수 년에 걸쳐 다퉈온 아라미드(aramid) 소재 소송과 관련, 미국 버지니아주 동부지법이 주관해온 영업비밀 관련 민사 소송과 미국 법무부 형사과가 기소한 형사 소송을 모두 종결한다고 밝혔다. 코오롱은 2,950억원을 듀폰에, 910억원의 벌금을 미국 법무부에, 향후 5년간 분납해 지불할 예정이다. 이번 합의금에는 일본 테이진의 트와론 섬유 영업비밀 침해에 대한 손해배상금도 포함되었다. 이로써 코오롱은 전세계에 헤라크론을 수출할 수 있게 되었다.
미국 듀퐁과 일본 테이진은 6년간의 특허 소송과 거액의 손해배상금 합의로, 전세계 후발기업들의 카피를 통한 시장공략을 충분히 방어할 수 있게 되었다며 만족했다.

## 같이 보기
- M224 박격포 - 케블라 소재를 사용해 20% 무게를 줄였다.